# Александер, Джаир
Джаир Закар Александер (англ. Jaire Zakar Alexander; 9 февраля 1997, Шарлотт, Северная Каролина) — профессиональный американский футболист, выступающий на позиции корнербека в клубе НФЛ «Грин-Бэй Пэкерс». Двукратный участник Пробоула. На студенческом уровне играл за команду Луисвиллского университета. На драфте НФЛ 2018 года был выбран в первом раунде под общим восемнадцатым номером.

## Биография
Джаир Александер родился 9 февраля 1997 года в Шарлотте. Он вырос в Северной Каролине, учился в старшей школе Уэст-Шарлотт, затем перевёлся в школу Роки-Ривер. В футбол Александер начинал играть на позиции ресивера, после перехода школьный тренер Уилли Крайт убедил его попробовать свои силы в защите. В свой последний год игры за «Роки-Ривер Рэйвенс» он сделал 30 захватов и 4 перехвата на месте корнербека, и набрал 1 123 ярда с 18 тачдаунами в нападении. На момент окончания школы он занимал пятое место в рейтинге перспективных игроков по версии сервиса Scout. В феврале 2019 года его игровой номер был выведен в школьной команде из обращения. 

### Любительская карьера
Поступая в колледж, Александер выбирал между университетами Южной Каролины и Луисвилла. Решение в пользу последнего он принял после личного общения с тренерами обеих команд. В турнире NCAA он дебютировал в 2015 году и сыграл в двенадцати матчах команды, сделав один перехват. Также он был основным специалистом по возвратам пантов, суммарно набрав 223 ярда. Во втором сезоне Александер занял место одного из стартовых корнербеков «Луисвилл Кардиналс» и сыграл во всех тринадцати матчах. В 2017 году из-за травм он сыграл всего в шести матчах, но зарекомендовал себя как один из лучших корнербеков по игре в прикрытии, позволив соперникам принять только пять передач из двадцати, сделанных в его зону ответственности.

#### Статистика выступлений в NCAA
| Сезон | Команда            | Игры | Захваты | Захваты | Захваты | Захваты | Захваты | Перехваты | Перехваты | Перехваты | Перехваты | Перехваты | Фамблы | Фамблы | Фамблы | Фамблы |
| Сезон | Команда            | Игры | Solo    | Ast     | Tot     | Loss    | Sk      | Int       | Yds       | Y/R       | TD        | PD        | FR     | Yds    | TD     | FF     |
| ----- | ------------------ | ---- | ------- | ------- | ------- | ------- | ------- | --------- | --------- | --------- | --------- | --------- | ------ | ------ | ------ | ------ |
| 2015  | Луисвилл Кардиналс | 12   | 14      | 5       | 19      | 0,0     | 0,0     | 1         | 5         | 5,0       | 0         | 2         | 0      | 0      | 0      | 0      |
| 2016  | Луисвилл Кардиналс | 13   | 31      | 8       | 39      | 1,0     | 0,0     | 5         | 37        | 7,4       | 0         | 9         | 1      | 0      | 0      | 1      |
| 2017  | Луисвилл Кардиналс | 6    | 13      | 6       | 19      | 1,0     | 0,0     | 1         | 0         | 0,0       | 0         | 4         | 0      | 0      | 0      | 0      |
| Всего | Всего              | 31   | 58      | 19      | 77      | 2,0     | 0,0     | 7         | 42        | 6,0       | 0         | 15        | 1      | 0      | 0      | 1      |

### Профессиональная карьера
Перед драфтом НФЛ 2018 года Александер хорошо проявил себя на показательных тренировках, продемонстрировав представителям клубов лиги, что восстановился после травм. Аналитик сайта Bleacher Report Мэтт Миллер его сильными сторонами называл скорость и быстроту, позволяющие эффективно действовать как на краях поля, так и против слот-ресиверов, а также способность концентрироваться на мяче, сбивая или перехватывая пасы. В пользу Александера говорил и его опыт игры на возвратах пантов. Недостатками игрока Миллер называл нехватку дистанционной скорости и не самый высокий для корнербека рост.  
Александер был задрафтован клубом «Грин-Бэй Пэкерс» в первом раунде под общим восемнадцатым номером. В мае он подписал четырёхлетний контракт на сумму 12,05 млн долларов с возможностью продления на один сезон по инициативе команды. В регулярном чемпионате 2018 года он сыграл в тринадцати матчах, одиннадцать из них начал в стартовом составе. Суммарно Александер провёл на поле 760 розыгрышей в защите и 72 розыгрыша в составе спецкоманд. Он стал лучшим в команде по количеству сбитых передач, а по общему числу сделанных захватов уступил только лайнбекеру Блейку Мартинесу. В игре против «Лос-Анджелес Рэмс» на восьмой неделе сезона Александер сбил пять пасов, чего не удавалось ни одному игроку «Пэкерс» с 2005 года.
В сезоне 2019 года Александер сыграл во всех шестнадцати матчах регулярного чемпионата, надёжно действуя в прикрытии и сделав 58 захватов и 2 перехвата. При этом он упустил возможность сделать ещё 4 перехвата из-за ошибок при ловле мяча. Прикрываемые им принимающие становились целью для передач 104 раза, принять мяч им удавалось в 57,7 % случаев. По итогам чемпионата сайт Pro Football Focus включил его в список 25 лучших игроков лиги в возрасте до 25 лет, а обозреватель сайта clutchpoints.com Эван Масси отметил, что он не полностью реализовал свой потенциал.
В 2020 году Александер сыграл в пятнадцати матчах регулярного чемпионата, позволив соперникам набрать 337 ярдов и пропустив два тачдауна. По оценкам Pro Football Focus он стал лучшим корнербеком лиги, агентство Associated Press включило его в состав второй сборной звёзд Олл-про. Впервые в карьере он был приглашён на Пробоул. В двух матчах плей-офф Александер сделал два перехвата. В мае 2021 года «Пэкерс» использовали возможность автоматического продления его контракта на пятый сезон. По условиям соглашения заработная плата игрока в 2022 году составила 13,3 млн долларов. Из-за травмы в регулярном чемпионате 2021 года Александ принял участие всего в четырёх играх, но это не повлияло на решение клуба подписать с ним долгосрочный контракт. В мае 2022 года он подписал четырёхлетнее соглашение на общую сумму 84 млн долларов, после чего вышел на первое место в рейтинге самых высокооплачиваемых корнербеков лиги.

#### Статистика выступлений в НФЛ

##### Регулярный чемпионат
| Сезон | Команда         | Игры | Захваты | Захваты | Захваты | Захваты | Захваты | Перехваты | Перехваты | Перехваты | Перехваты | Перехваты | Фамблы | Фамблы | Фамблы | Фамблы |
| Сезон | Команда         | Игры | Solo    | Ast     | Tot     | Loss    | Sk      | Int       | Yds       | Y/R       | TD        | PD        | FR     | Yds    | TD     | FF     |
| ----- | --------------- | ---- | ------- | ------- | ------- | ------- | ------- | --------- | --------- | --------- | --------- | --------- | ------ | ------ | ------ | ------ |
| 2018  | Грин-Бэй Пэкерс | 13   | 61      | 5       | 66      | 3       | 0,5     | 1         | 27        | 27,0      | 0         | 11        | 2      | 0      | 0      | 0      |
| 2019  | Грин-Бэй Пэкерс | 16   | 50      | 8       | 58      | 2       | 0,0     | 2         | 37        | 18,5      | 0         | 17        | 1      | 0      | 0      | 1      |
| 2020  | Грин-Бэй Пэкерс | 15   | 40      | 11      | 51      | 2       | 1,0     | 1         | -4        | -4,0      | 0         | 13        | 0      | 0      | 0      | 1      |
| 2021  | Грин-Бэй Пэкерс | 4    | 9       | 4       | 13      | 0       | 0,0     | 1         | 30        | 30,0      | 0         | 3         | 0      | 0      | 0      | 0      |
| 2022  | Грин-Бэй Пэкерс | 12   | 36      | 12      | 48      | 4       | 0,0     | 4         | 36        | 9,0       | 0         | 12        | 0      | 0      | 0      | 0      |
| Всего | Всего           | 60   | 196     | 40      | 236     | 11      | 1,5     | 9         | 126       | 14,0      | 0         | 56        | 3      | 0      | 0      | 2      |

* На 20 декабря 2022 года

##### Плей-офф
| Сезон | Команда         | Игры | Захваты | Захваты | Захваты | Захваты | Захваты | Перехваты | Перехваты | Перехваты | Перехваты | Перехваты | Фамблы | Фамблы | Фамблы | Фамблы |
| Сезон | Команда         | Игры | Solo    | Ast     | Tot     | Loss    | Sk      | Int       | Yds       | Y/R       | TD        | PD        | FR     | Yds    | TD     | FF     |
| ----- | --------------- | ---- | ------- | ------- | ------- | ------- | ------- | --------- | --------- | --------- | --------- | --------- | ------ | ------ | ------ | ------ |
| 2019  | Грин-Бэй Пэкерс | 2    | 10      | 2       | 12      | 0       | 0,0     | 0         | 0         | 0,0       | 0         | 1         | 0      | 0      | 0      | 0      |
| 2020  | Грин-Бэй Пэкерс | 2    | 3       | 1       | 4       | 1       | 0,0     | 2         | 16        | 8,0       | 0         | 3         | 0      | 0      | 0      | 0      |
| 2021  | Грин-Бэй Пэкерс | 1    | 0       | 0       | 0       | 0       | 0,0     | 0         | 0         | 0,0       | 0         | 0         | 0      | 0      | 0      | 0      |
| Всего | Всего           | 5    | 13      | 3       | 16      | 1       | 0,0     | 2         | 16        | 8,0       | 0         | 4         | 0      | 0      | 0      | 0      |